# Український карбованець
Карбо́ванець — грошова одиниця Української держави та Української Народної Республіки у 1918—1920 роках, Райхскомісаріату Україна у 1942—1944 роках, України у 1992—1996 роках. Також українська назва імперського та радянського рублів.

## Етимологія
Стосовно походження назви «карбованець» є декілька версій. За однією з них походження цього терміна сягає корінням давніх часів, коли на території сучасної України поширеним був метод записування розрахунків/боргів шляхом нанесення (карбування) на дерев'яній палиці/лозині спеціальних позначок. Інша версія заснована на тому, що у XVIII столітті в Російській імперії, у тому числі й на українських землях, в грошовий обіг потрапили срібні рублі нового зразка з косою насічкою (карбуванням) на гурті замість більш звичних гуртових написів. Також має право на життя припущення, за яким виникненням своєї назви карбованець завдячує методу виготовлення монет карбуванням. Не варто забувати й про те, що слова «рубль» та «карбованець» можуть мати спільне походження — від слов'янського «рубати» (свого часу стародавні гривні розділяли методом рубання на чотири частини — рублі).

## Карбованці першої незалежної України

### Історія

#### Українська народна республіка
У березні 1917 року у Києві з декількох політичних партій була сформована Українська Центральна Рада, яка 20 листопада 1917 року проголосила утворення Української Народної Республіки (УНР). Вже 19 грудня цього ж року був прийнятий тимчасовий Закон про випуск державних кредитних білетів УНР, згідно з яким «кредитні білети випускаються у карбованцях, причому один карбованець містить 17,424 частки чистого золота і поділяється на 2 гривні або 200 шагів». Виготовлення державних грошових знаків у той час здійснювала Експедиція заготовок державних паперів.
6 січня 1918 року (24 грудня 1917 року за старим стилем) з'явилась перша українська купюра у 100 карбованців. Тризуб, зображений на купюрі, був оголошений Державним гербом УНР лише 25 лютого 1918 року. На всіх купюрах, що були випущені, стояла одна серія «АД» і один номер «185». У зв'язку з цією обставиною, а також використанням для друку звичайного, без водяних знаків, паперу, — в обігу з'явилася велика кількість фальшивих грошей. 24 вересня 1918 року новим українським урядом гетьмана Павла Скоропадського вищезгадана купюра була вилучена з обігу.
30 березня 1918 року Українська Центральна Рада оголосила про випуск знаків державної скарбниці номіналом у 5, 10, 25, 50 карбованців зі строком дії до 1 березня 1924 року. 6 квітня населення Києва вперше побачило 25 карбованців, дещо пізніше з'явилась купюра у 50 карбованців, а 5 та 10 карбованців не було випущено. Спочатку купюри виходили без позначення серії та номера. На пізніших випусках, у залежності від місця виготовлення, вказувалася серія «АК» (Київ), або «АО» (Одеса).
Після зайняття Одеси частинами денікінської армії весною 1919 року одеська друкарня продовжувала випуск купюр у 50 карбованців. Уряд України оголосив надруковані денікінцями гроші (серія «АО», номера «210» і вище) фальшивими. Надалі, 1920 року радянським урядом України було виготовлено декілька десятків мільйонів вищезгаданих 50-карбованцівих купюр для тимчасового використання Галревкомом (Західна Україна). Цей випуск серії «200 АО» мав номери від «236» до «250».
Наступна емісія Української Центральної Ради, яка вийшла 18 квітня 1918 року, складалася з марок-грошей номіналом в 10, 20, 30, 40 і 50 шагів. При цьому Українська Центральна Рада вжила старовинну назву дрібних монет, відому ще в XVI столітті. Шаги випускалися на друкарні Василя Кульженка у Києві аркушами по 100 штук з перфорацією, щоб полегшити відривання окремих купюр. Вони використовувалися як розмінні купюри через нестачу дрібної розмінної монети, за прикладом російської влади, яка зробила це раніше. Автором проєкту 10 та 20 шагів був Антон Середа, інші виконав Георгій Нарбут. В обігу шаги знаходилися до березня 1919 року, коли були скасовані радянською владою. Відомо багато фальшивих купюр цієї вартості.

#### Українська Держава
При гетьмані України Павлі Скоропадському в обіг були введені паперові гривні, які були замовлені ще Українською Центральною Радою у Німеччині. Скоропадський був обраний гетьманом З'їздом вільних землеробів 29 квітня 1918 року, після чого він повалив уряд Української Центральної Ради і утворив Українську Державу. 5 серпня 1918 року першими в обігу з'явилися 3,6-процентні облігації внутрішньої позики, номіновані у гривнях, під назвою «Білет державної скарбниці». Облігації друкувалися з 8 купонами — по 4 з кожного боку. Спочатку вони повинні були відігравати роль облігації внутрішньої позики. Однак нестача купюр в обігу призвела до того, що й облігації, й окремі купони на початку 1919 року (за уряду Директорії) стали використовуватися як гроші.
17 жовтня 1918 року уряд гетьмана одержав з Німеччини ще одну виконану за актом Української Центральної Ради емісію банкнот, кредитних білетів номіналом 2, 10, 100 і 500 гривень. Дещо пізніше надійшли номінали 1000 та 2000 гривень, замовлені вже урядом гетьмана у зв'язку з посиленням в Україні інфляції. На них купюрах столяла назва емітента, «Українська Держава», — так за гетьмана звалася Україна. Гривні вийшли в обіг 17 жовтня 1918 року, за 59 днів до падіння влади гетьмана.

#### Українська Директорія
1918 року стався переворот проти уряду Павла Скоропадського. У ніч на 14 листопада 1918 року в Білій Церкві була утворена Українська Директорія в складі Володимира Винниченка, Симона Петлюри та інших, яка через місяць увійшла в Київ. Уряд Директорії 16 січня 1919 року оголосив війну Радянській Росії, що вимагало випуску в обіг великих сум грошей. У Києві Директорія використовувала запаси купюр, які були випущені урядами Української Центральної Ради та Української Держави Скоропадського.
Військова кампанія Директорії виявилася невдалою, і наступ радянських військ примусив Директорію 5 лютого 1919 року залишити Київ і на деякий час розташуватися у Вінниці. Там Директорія використовувала 3,6-процентні облігації внутрішньої позики (описані раніше) як платіжний документ.
Під тиском радянських військ Директорія відійшла ще далі у Тернопіль, а потім у Станіслав (Івано-Франківськ). Саме тут, наприкінці лютого — початку березня 1919 року, була надрукована одна з найневдаліших банкнот України — 5 гривень. Скомпільовані з різних елементів раніше випущених українських банкнот, вони були нашвидкоруч видруковані на сірому папері. Мабуть саме поспіхом пояснюється поява купюр з друкарською помилкою у слові «гривень», декотрі з яких попали в обіг. Останнім місцем перебування Директорії став Кам'янець-Подільський, де вона протрималася ще майже рік і випустила ще декілька грошових знаків.
Першими у серпні 1919 року вийшли банкноти у 100, 250 і 1000 карбованців, для котрих були використовані кліше, які були зроблені ще за вказівкою уряду гетьмана. Одним з найкращих грошових знаків, що були випущені в Україні, є купюра у 1000 карбованців. Друкувався знак у Києві, в обіг був випущений 13 листопада 1918 року. Продовжував друкувати його уряд Директорії в жовтні 1919 року в Кам'янець-Подільському та 1920 року — у Варшаві. Останній випуск — невідомий. Дещо пізніше в обіг були випущені банкноти менших номіналів — 10 карбованців (серпень 1919 року) та 25 карбованців (жовтень 1919 року). Матриця 10 карбованців була виготовлена ще за уряду гетьмана тому на лицевому боці стоять дві великі літери «УД» (Українська Держава).
Остання емісія Директорії готувалася в Австрії. Мали бути випущеними купюри в 50 та 1000 гривень. Однак вони так і залишилися невипущеними (відомі лише кілька пробних примірників) тому, що 20 листопада 1920 року указом голови Директорії Петлюри уряд Директорії був розпущений і необхідність у власній валюті відпала.

### Банкноти

#### Карбованці
| Банкноти зразка 1918—1919 років | Банкноти зразка 1918—1919 років | Банкноти зразка 1918—1919 років | Банкноти зразка 1918—1919 років | Банкноти зразка 1918—1919 років | Банкноти зразка 1918—1919 років   | Банкноти зразка 1918—1919 років      | Банкноти зразка 1918—1919 років           | Банкноти зразка 1918—1919 років                        | Банкноти зразка 1918—1919 років |
| Зображення                      | Зображення                      | Номінал (крб.)                  | Дата випуску                    | Розміри (мм)                    | Основний колір                    | Місце випуску                        | Аверс                                     | Реверс                                                 |                                 |
| Аверс                           | Реверс                          | Номінал (крб.)                  | Дата випуску                    | Розміри (мм)                    | Основний колір                    | Місце випуску                        | Аверс                                     | Реверс                                                 |                                 |
| ------------------------------- | ------------------------------- | ------------------------------- | ------------------------------- | ------------------------------- | --------------------------------- | ------------------------------------ | ----------------------------------------- | ------------------------------------------------------ | ------------------------------- |
|                                 |                                 | 10                              | 1919                            | 140 × 85                        | Червоний                          | Кам'янець-Подільський                | Номінал, рослинний орнамент               | Номінал, рослинний орнамент                            |                                 |
|                                 |                                 | 25                              | 6 квітня 1918                   | 132 × 75                        | Жовтий                            | Друкарня Василя Кульженка (Київ)     | Номінал, рослинний орнамент, фігури селян | Номінал, рослинний орнамент, портрет чоловіка та жінки |                                 |
|                                 |                                 | 25                              | 1919                            | 140 × 85                        | Коричневий                        | Кам'янець-Подільський                | Номінал, рослинний орнамент               | Номінал, рослинний орнамент, портрет чоловіка та жінки |                                 |
|                                 |                                 | 50                              | 9 вересня 1918                  | 132 × 75                        | Синій                             | Друкарня Василя Кульженка (Київ)     | Номінал, рослинний орнамент, фігури селян | Номінал, рослинний орнамент, портрет чоловіка та жінки |                                 |
|                                 |                                 | 100                             | 6 січня 1918                    | 169 × 105                       | Оранжевий, зелений, блідо-рожевий | Друкарня Василя Кульженка (Київ)     | Номінал, рослинний орнамент               | Номінал, рослинний орнамент                            |                                 |
|                                 |                                 | 100                             | 1918                            | 177 × 90                        | Світло-коричневий                 | Кам'янець-Подільський                | Номінал, рослинний орнамент               | Номінал, рослинний орнамент                            |                                 |
|                                 |                                 | 250                             | 1918                            | 148 × 96                        | Світло-коричневий                 | Кам'янець-Подільський                | Номінал, рослинний орнамент               | Номінал, рослинний орнамент                            |                                 |
|                                 |                                 | 1000                            | 13 листопада 1918               | 190 × 120                       | Світло-коричневий                 | Київ, Кам'янець-Подільський, Варшава | Номінал, рослинний орнамент               | Номінал, рослинний орнамент, жіночі фігури             |                                 |

#### Розмінні гроші (шаги)
| Розмінні марки-гроші зразка 1918 року | Розмінні марки-гроші зразка 1918 року | Розмінні марки-гроші зразка 1918 року | Розмінні марки-гроші зразка 1918 року | Розмінні марки-гроші зразка 1918 року | Розмінні марки-гроші зразка 1918 року           | Розмінні марки-гроші зразка 1918 року | Розмінні марки-гроші зразка 1918 року | Розмінні марки-гроші зразка 1918 року |
| Зображення                            | Зображення                            | Номінал (шагів)                       | Розмір (мм)                           | Основний колір                        | Опис                                            | Опис                                  | Дата                                  | Дата                                  |
| Аверс                                 | Реверс                                | Номінал (шагів)                       | Розмір (мм)                           | Основний колір                        | Аверс                                           | Реверс                                | Введено                               | Вилучено                              |
| ------------------------------------- | ------------------------------------- | ------------------------------------- | ------------------------------------- | ------------------------------------- | ----------------------------------------------- | ------------------------------------- | ------------------------------------- | ------------------------------------- |
|                                       |                                       | 10                                    | 30 × 25                               | Світло-коричневий                     | Номінал, тризуб, декоративний орнамент          | Тризуб, пояснювальні написи           | 1918                                  | 1919                                  |
|                                       |                                       | 20                                    | 30 × 25                               | Коричневий                            | Селянин, номінал, тризуб, декоративний орнамент | Тризуб, пояснювальні написи           | 1918                                  | 1919                                  |
|                                       |                                       | 30                                    | 30 × 25                               | Синій                                 | Селянка, номінал, тризуб, декоративний орнамент | Тризуб, пояснювальні написи           | 1918                                  | 1919                                  |
|                                       |                                       | 40                                    | 30 × 25                               | Зелений                               | Номінал, тризуб, декоративний орнамент          | Тризуб, пояснювальні написи           | 1918                                  | 1919                                  |
|                                       |                                       | 50                                    | 30 × 25                               | Червоний                              | Номінал, декоративний орнамент                  | Тризуб, пояснювальні написи           | 1918                                  | 1919                                  |

#### Сувенірна банкнота 2017 року
29 грудня 2017 року НБУ випустив сувенірну банкноту «100 карбованців», що відтворює дизайн першої української банкноти — державного кредитового білета номіналом 100 карбованців (автор ескізу банкноти — Георгій Нарбут). Сувенірна банкнота випущена на відзначення 100-річчя подій Української революції 1917—1921 років і перших українських паперових грошей. Тираж склав 100 тис. шт., з них 20 тис. — у наборі в сувенірній упаковці «До 100-річчя подій Української революції 1917—1921 років», що складається з пам'ятної медалі «100 років від дня заснування Українського державного банку» та сувенірної банкноти «100 карбованців». Дизайнерами банкноти стали Володимир Таран, Олександр Харук і Сергій Харук.
| Сувенірна банкнота зразка 2017 року | Сувенірна банкнота зразка 2017 року | Сувенірна банкнота зразка 2017 року | Сувенірна банкнота зразка 2017 року | Сувенірна банкнота зразка 2017 року | Сувенірна банкнота зразка 2017 року | Сувенірна банкнота зразка 2017 року              | Сувенірна банкнота зразка 2017 року | Сувенірна банкнота зразка 2017 року |
| Зображення                          | Зображення                          | Номінал (крб.)                      | Розміри (мм)                        | Опис                                | Опис                                | Опис                                             | Дата                                | Дата                                |
| Аверс                               | Реверс                              | Номінал (крб.)                      | Розміри (мм)                        | Водяний знак                        | Аверс                               | Реверс                                           | Першого друку                       | Випуску                             |
| ----------------------------------- | ----------------------------------- | ----------------------------------- | ----------------------------------- | ----------------------------------- | ----------------------------------- | ------------------------------------------------ | ----------------------------------- | ----------------------------------- |
|                                     |                                     | 100                                 | 170 × 80                            | Тризуб                              | Номінал, рослинний орнамент         | Номінал, рослинний орнамент, пояснювальні написи | 2017                                | 29 грудня 2017                      |

## Радянська Україна

### Грошові знаки Української СРР 1919—1920 років
На початку 1919 року в Харкові було сформовано Український Радянський уряд (УРСР), який виступив на боці Радянської Росії у війні проти Директорії. За вказівкою Володимира Леніна Росія фінансувала Український Радянський уряд. І все ж період небувалої інфляції, викликаної громадянською війною та іноземною інтервенцією, обумовили нестачу грошей, особливо дрібних купюр.
Наркомат фінансів УРСР з відома і згоди уряду РРФСР вирішив використати знак Директорії у 10 карбованців. Кліше цього знака і частина заготовлених до випуску купюр, але без серії та номерів, були захоплені Червоною Армією 5 лютого 1919 року під час окупації Києва після того, як його залишили українські війська. Радянський знак відрізнявся від знака Директорії папером, фарбою, водяними знаками та місцем розміщення серії та номера.
Був підготовлений до випуску ще один грошовий знак номіналом у 50 карбованців з радянською символікою. Однак після того, як 1 червня 1919 року Радянська Україна поєдналася з радянськими урядами Росії, Литви, Білорусі та Латвії в єдиний революційний фронт боротьби, була узаконена єдина грошова одиниця — рубль Радянської Росії (радянські рублі). Необхідність у випуску власних грошей відпала і купюра у 50 карбованців відома лише по окремих пробних примірниках.

### СРСР
Перші радянські рублі, які в народі називали «більшовицькі тисячки», запроваджені Раднаркомом на землях Радянської України, мали мізерний курс (1 золотий рубль = 5 457 000 000 радянських рублів). Це становище призвело до проведення у 1922—1924 роках грошової реформи, наслідком якої стало введення в обіг «твердої валюти» — радянського червінця, забезпеченого 1,6767 г золота. Наприкінці 1922 року УРСР включили до складу новоствореного Радянського Союзу (СРСР). Радянські рублі ходили разом з червінцями у співвідношені 1:10. Ця подія стала моментом остаточного утвердження радянської валюти, яка знаходилася в обігу на території України до 1992 року.
Офіційно українською мовою «рубль» називався «карбованцем», ця назва вказувалася на радянських банкнотах, поряд з назвами на титульних мовах усіх 15 республік Союзу. Відповідне скорочення «крб» зустрічалося в магазинах УРСР.

#### Відрізні купони
У радянській економіці, побудованій на фіксованих цінах, періодично з'являвся дефіцит окремих товарних груп. Наприкінці 1980-х років дефіцитними стали багато товарів (особливо імпортних), включаючи продовольчі. Для боротьби з дефіцитом у багатьох регіонах Радянського Союзу (СРСР) вводилися талони або купони, які були покликані нормувати споживання, перш за все, товарів першої необхідності (наприклад, мила, цукру тощо). Одноразові відрізні купони на основні непродовольчі та дефіцитні продовольчі товари в Україні були запроваджені у листопаді 1990 року та друкувалися до грудня 1991 року на аркушах формату А4 як з водяними знаками, так і без них. Купони мали силу лише у невідрізаному стані (у аркушах) та з печаткою організації (відділення пошти, інституту, заводу, ощадкаси), що їх видала, — у центральній (невідрізній) частині аркуша. Відрізані купони і без печаток у центрі листів були недійсними.
Вони видавалися разом із зарплатою і мали гаситися (проколюватись або штампуватися) у магазині. Для купівлі товару, на який вводилися купони України, необхідно було заплатити його вартість (у карбованцях) та віддати купони номіналом у ціну відповідного товару. Талони були номіновані в одиницях товару (наприклад, на 2 кг цукру, 1 пляшку горілки, 10 пачок цигарок), а купони — у радянських карбованцях. Талони мали обмежений термін дії (як правило, 1 місяць), а купони — 6 місяців. Номінали листів купонів були у 20, 50, 75, 100 та 200 карбованців. З січня по вересень 1991 року на купонах друкувалася область, наприклад: ХАР — Харківська, ДОН — Донецька; з жовтня по грудень 1991 року купони були єдині для всієї України. 12 січня 1992 року, із запровадженням купонокарбованця, відрізні купони припинили ходіння.
| - Купони на 50 карбованців - Купони на 100 карбованців - Купони на 100 карбованців - Купони на 75 карбованців - Купони на 100 карбованців |

## Період Другої світової війни

### Райхскомісаріат Україна
Під час німецької окупації України у Другу світову війну, на її території була створена нова адміністративно-територіальна одиниця Третього Рейху — Райхскомісаріат Україна (1941—1944). Починаючи з березня 1942 року німецька влада випускала на українських територіях нову валюту (окупаційні гроші) — карбованець Райхскомісаріату Україна. Емітентом цієї валюти був Центральний Емісійний Банк України, який знаходився у Рівному. Були випущені банкноти номіналом в 1, 2, 5, 10, 20, 50, 100, 200 і 500 карбованців; вони знаходилися в обігу лише на окупованій території України паралельно з райхс- та окупаційними марками. На території генерал-губернаторства (Польща) та Рейху ці гроші не визнавалися. Наприкінці 1944 року територія обігу грошових знаків була повністю зайнята радянськими військами і банкноти припинили свій обіг.

#### Банкноти
Банкноти друкувалися в Німеччині, концепція їхнього дизайну стосувалася теми «щасливого українського населення». Купюра вартістю 2 карбованці практично не зустрічається — за легендою, весь тираж при перевезенні залізницею був спалений радянськими партизанами в німецькому поїзді.
| Банкноти зразка 1942 року | Банкноти зразка 1942 року | Банкноти зразка 1942 року | Банкноти зразка 1942 року | Банкноти зразка 1942 року        | Банкноти зразка 1942 року | Банкноти зразка 1942 року | Банкноти зразка 1942 року             | Банкноти зразка 1942 року | Банкноти зразка 1942 року |
| Зображення                | Зображення                | Номінал (крб.)            | Розміри (мм)              | Основний колір                   | Опис | Опис | Опис                                  | Дата                      | Дата                      |
| Аверс                     | Реверс                    | Номінал (крб.)            | Розміри (мм)              | Основний колір                   | Аверс | Реверс | Водяний знак                          | друку                     | вилучення                 |
| ------------------------- | ------------------------- | ------------------------- | ------------------------- | -------------------------------- | --- | --- | ------------------------------------- | ------------------------- | ------------------------- |
|                           |                           | 1                         | 93 × 48                   | Оливково-коричневий              | Під позначенням номіналу німецькою мовою: Рівне, дата початку емісії, «Центральний емісійний банк України», підпис керівника, печатка банку з імперським орлом. З лівого боку німецькою мовою вертикально повторений номінал. З правого боку портрети «людей з народу». | Написи німецькою зверху вниз і українською знизу вгору: «Центральний емісійний банк України» прописом номінал купюри «Фальшування карається тяжкою тюрмою». У центрі крупно і по 4-м кутам дрібно номінал цифрами | «Сітка» різного типу, на 50 — «гриби» | 1943                      | кінець 1944               |
|                           |                           | 2 Хлопчик                 | 120 × 55                  | Сіро-бузковий                    | Під позначенням номіналу німецькою мовою: Рівне, дата початку емісії, «Центральний емісійний банк України», підпис керівника, печатка банку з імперським орлом. З лівого боку німецькою мовою вертикально повторений номінал. З правого боку портрети «людей з народу». | Написи німецькою зверху вниз і українською знизу вгору: «Центральний емісійний банк України» прописом номінал купюри «Фальшування карається тяжкою тюрмою». У центрі крупно і по 4-м кутам дрібно номінал цифрами | «Сітка» різного типу, на 50 — «гриби» | квітень 1942              | кінець 1944               |
|                           |                           | 5 Дівчинка                | 130 × 60                  | Оранжево-коричневий з фіолетовим | Під позначенням номіналу німецькою мовою: Рівне, дата початку емісії, «Центральний емісійний банк України», підпис керівника, печатка банку з імперським орлом. З лівого боку німецькою мовою вертикально повторений номінал. З правого боку портрети «людей з народу». | Написи німецькою зверху вниз і українською знизу вгору: «Центральний емісійний банк України» прописом номінал купюри «Фальшування карається тяжкою тюрмою». У центрі крупно і по 4-м кутам дрібно номінал цифрами | «Сітка» різного типу, на 50 — «гриби» | квітень 1942              | кінець 1944               |
|                           |                           | 10 Селянка                | 150 × 68                  | Червоно-коричневий               | Під позначенням номіналу німецькою мовою: Рівне, дата початку емісії, «Центральний емісійний банк України», підпис керівника, печатка банку з імперським орлом. З лівого боку німецькою мовою вертикально повторений номінал. З правого боку портрети «людей з народу». | Написи німецькою зверху вниз і українською знизу вгору: «Центральний емісійний банк України» прописом номінал купюри «Фальшування карається тяжкою тюрмою». У центрі крупно і по 4-м кутам дрібно номінал цифрами | «Сітка» різного типу, на 50 — «гриби» | квітень 1942              | кінець 1944               |
|                           |                           | 20 Селянин                | 165 × 75                  | Оливково-фіолетовий              | Під позначенням номіналу німецькою мовою: Рівне, дата початку емісії, «Центральний емісійний банк України», підпис керівника, печатка банку з імперським орлом. З лівого боку німецькою мовою вертикально повторений номінал. З правого боку портрети «людей з народу». | Написи німецькою зверху вниз і українською знизу вгору: «Центральний емісійний банк України» прописом номінал купюри «Фальшування карається тяжкою тюрмою». У центрі крупно і по 4-м кутам дрібно номінал цифрами | «Сітка» різного типу, на 50 — «гриби» | квітень 1942              | кінець 1944               |
|                           |                           | 50 Шахтар                 | 173 × 85                  | Зелений                          | Під позначенням номіналу німецькою мовою: Рівне, дата початку емісії, «Центральний емісійний банк України», підпис керівника, печатка банку з імперським орлом. З лівого боку німецькою мовою вертикально повторений номінал. З правого боку портрети «людей з народу». | Написи німецькою зверху вниз і українською знизу вгору: «Центральний емісійний банк України» прописом номінал купюри «Фальшування карається тяжкою тюрмою». У центрі крупно і по 4-м кутам дрібно номінал цифрами | «Сітка» різного типу, на 50 — «гриби» | квітень 1942              | кінець 1944               |
|                           |                           | 100 Докер (вантажник)     | 179 × 93                  | Синьо-блакитний                  | Під позначенням номіналу німецькою мовою: Рівне, дата початку емісії, «Центральний емісійний банк України», підпис керівника, печатка банку з імперським орлом. З лівого боку німецькою мовою вертикально повторений номінал. З правого боку портрети «людей з народу». | Написи німецькою зверху вниз і українською знизу вгору: «Центральний емісійний банк України» прописом номінал купюри «Фальшування карається тяжкою тюрмою». У центрі крупно і по 4-м кутам дрібно номінал цифрами | «Сітка» різного типу, на 50 — «гриби» | квітень 1942              | кінець 1944               |
|                           |                           | 200 Селянка               | 182 × 98                  | Коричнево-оливковий              | Під позначенням номіналу німецькою мовою: Рівне, дата початку емісії, «Центральний емісійний банк України», підпис керівника, печатка банку з імперським орлом. З лівого боку німецькою мовою вертикально повторений номінал. З правого боку портрети «людей з народу». | Написи німецькою зверху вниз і українською знизу вгору: «Центральний емісійний банк України» прописом номінал купюри «Фальшування карається тяжкою тюрмою». У центрі крупно і по 4-м кутам дрібно номінал цифрами | «Сітка» різного типу, на 50 — «гриби» | квітень 1942              | кінець 1944               |
|                           |                           | 500 Хімік                 | 186 × 104                 | Фіолетово-пурпурний              | Під позначенням номіналу німецькою мовою: Рівне, дата початку емісії, «Центральний емісійний банк України», підпис керівника, печатка банку з імперським орлом. З лівого боку німецькою мовою вертикально повторений номінал. З правого боку портрети «людей з народу». | Написи німецькою зверху вниз і українською знизу вгору: «Центральний емісійний банк України» прописом номінал купюри «Фальшування карається тяжкою тюрмою». У центрі крупно і по 4-м кутам дрібно номінал цифрами | «Сітка» різного типу, на 50 — «гриби» | квітень 1942              | кінець 1944               |

### УССД
На територіях, які контролювало ОУН-УПА (УССД) випускали карбованці-бофони (скорочено від бойовий фонд). Відомим автором дизайну купуюр був Ніл Хасевич. Уповноважені особи від імені ОУН чи УПА видавали їх людям за добровільно внесені, стягнуті як контингент, реквізовані кошти, у вигляді готівки, іноді продуктів харчування, одягу тощо. Крім суто фінансової ролі бофони також виконували агітаційну функцію, тому їх використовували в повстанській пропагандистській роботі.
| - 1000 карбованців - 500 карбованців - 300 карбованців - 200 карбованців - 10 карбованців |

## Карбованці сучасної незалежної України

### Історія

#### Введення та обіг купонокарбованця
24 серпня 1991 року Україна проголосила себе незалежною суверенною від Радянського Союзу державою, а 1 листопада того року її вищий законодавчий орган, Верховна Рада, затвердив концепцію переходу української економіки з планової на ринкову. У цей період перед Україною постало життєво важливе завдання — створення національної грошової системи. Вирішення цього ускладнювалось розривом економічних зв'язків, яке супроводжувалось все більшим спадом виробництва, зростанням інфляційних процесів і початком глибокої фінансової кризи. У той час в обігу України перебували радянські рублі і, враховуючи значну лібералізацію цін, яка мала відбутися у січні 1992 року, потреба у цій грошовій одиниці для забезпечення готівкових розрахунків значно зросла. Це ставило Україну в залежність від Росії, де здійснювалося їх друкування.
Щоб захистити український споживчий ринок, Верховна Рада ще 9 вересня 1991 року ухвалила рішення про введення з січня 1992 року в обіг на території України купонів багаторазового використання (купонокарбованці). Статус купонокарбованця передбачався як тимчасова національна валюта, яка вводиться в обіг паралельно з радянськими рублями на перехідний період. Монопольне право на випуск національних грошей-купонокарбованців в обіг було надано Національному банку України (НБУ). Згідно з Постановою Кабінету Міністрів України і НБУ від 28 грудня 1991 року «Про заходи у зв'язку з введенням в обіг купонів багаторазового використання» купонокарбованці вводилися у готівковий обіг лише на території України для розрахунків населення за продовольчі і промислові товари з 10 січня 1992 року; а рублі використовувалися для сплати лише за непродовольчі товари та послуги. Відповідно, фіксовану частину зарплати виплачували в купонокарбованцях, а решту — в рублях. Купонокарбованці та рублі перебували в обігу за курсом 1 до 1-го. Розмінні монети (копійки) були лише радянського зразка. У перші місяці після введення, враховуючи ширшу вживаність купонокарбованців, вони цінились трохи більше за рублі. Починаючи з весни 1992 року, курс купонокарбованця став нижчим за радянського рубля, і рубль поступово зникав із офіційного обігу, переміщуючись на «чорний ринок». Станом на квітень 1992 року, весь готівковий обіг заповнився купонокарбованцями.
23 червня 1992 року під час українсько-російських переговорів було досягнуто домовленостей про вихід України з «рублевої зони». З 1 липня 1992 року Центральний банк Росії відмежував внутрішні платежі від зовнішніх (щодо країн СНД). Купівля товарів у Росії на радянські рублі обмежувалася сумами, отриманими країнами від експорту продукції до неї, що робило їх фактично виключно російською грошовою одиницею.
Указом президента України Леоніда Кравчука «Про реформу грошової системи України» від 7 листопада 1992 року функціонування радянського рубля в грошовому обігу на території України припинялося з 23-ї години 12 листопада 1992 року, тоді як купонокарбованець ставав єдиним платіжним засобом, усі внутрішні розрахунки мали відбуватися у ньому. Було встановлено офіційний обмінний курс карбованця відносно рубля: 1,45 карбованця за 1 рубль. Міняти рублі на карбованці можна було протягом року. Одночасно була створена Державна комісія по проведенню майбутньої грошової реформи в Україні на чолі з прем'єр-міністром Леонідом Кучмою.
У перші роки незалежності НБУ доводилося працювати у складному середовищі, яке характеризувалося макроекономічною нестабільністю, відсутністю джерел фінансування бюджету, втручання органів державної влади в процеси кредитування тих чи інших галузей господарства та окремих суб'єктів господарювання за рахунок кредитної емісії НБУ без будь-якої зв'язки з макроекономічними показниками. Як наслідок, у цей період НБУ був нездатний регулювати грошову масу в обігу, і її зростання 1992 року більше як у 10 разів, призвело до того, що рівень інфляції перевищив 2000 %, а 1993 року двадцятикратне збільшення маси грошей стало причиною рекордного рівня інфляції — 10256 %. Якщо 1992 року середній обмінний курс карбованця до долара становив 208 : 1, то 1995-го — 147 463 карбованців. Це спричинило різке падіння економічної активності виробників і рівня життя населення. У зв'язку з цим, ще 1994 року Нацбанк започаткував рестрикційну монетарну політику, завдяки якій темпи зростання грошової маси знизилися майже в 3 рази порівняно з попереднім роком.
У зв'язку із загостренням в Україні інфляційних процесів, швидким знеціненням українського карбованця, починаючи з другої половини 1992 року купони номіналами від 1 до 100 карбованців зразка 1991 року не могли забезпечити в повному обсязі потреби економіки в готівці. З урахуванням цього НБУ ухвалив рішення про введення в обіг нових, більш високих номіналів купонів замість вилучених з обігу дрібних номіналів. Усього за період з травня 1992 року по травень 1995-го в обіг додатково було випущено 12 номіналів купонів — від 200 000 до 1 000 000 карбованців. У той же час 1994 року залишили готівковий обіг купони номіналами 1, 3, 5, 10, 25 карбованців, а до 1 вересня 1995 року — купони номіналом 500 карбованців.
Упродовж 1995 року і першої половини 1996 року Уряд і НБУ вів політику, спрямовану на стабілізацію економічних процесів. Основним позитивним результатом цієї політики стало значне зниження темпів інфляції. Якщо 1994 року індекс цін споживчого ринку становив 501 %, то 1995-го — 282 %, а в першому півріччі 1996-го — 124,9 %, при цьому в червні і липні 1996 року — лише 100,1 %. Після уніфікації валютного курсу в IV кварталі 1994 року почався процес його поступової стабілізації, а починаючи з березня 1996-го курс українського карбованця до долара США та інших іноземних валют постійно підвищувався і напередодні реформи стабілізувався на рівні 176 тис. крб. за 1 долар США. За січень — серпень 1996 року було досягнуто значне уповільнення темпів зниження промислового виробництва до 3,7 % проти 14,1 % за відповідний період 1995 року. При цьому темп зниження обсягів валового внутрішнього продукту за цей період також знизився з 12,4 % До 9,5 %.

#### Округлення цін

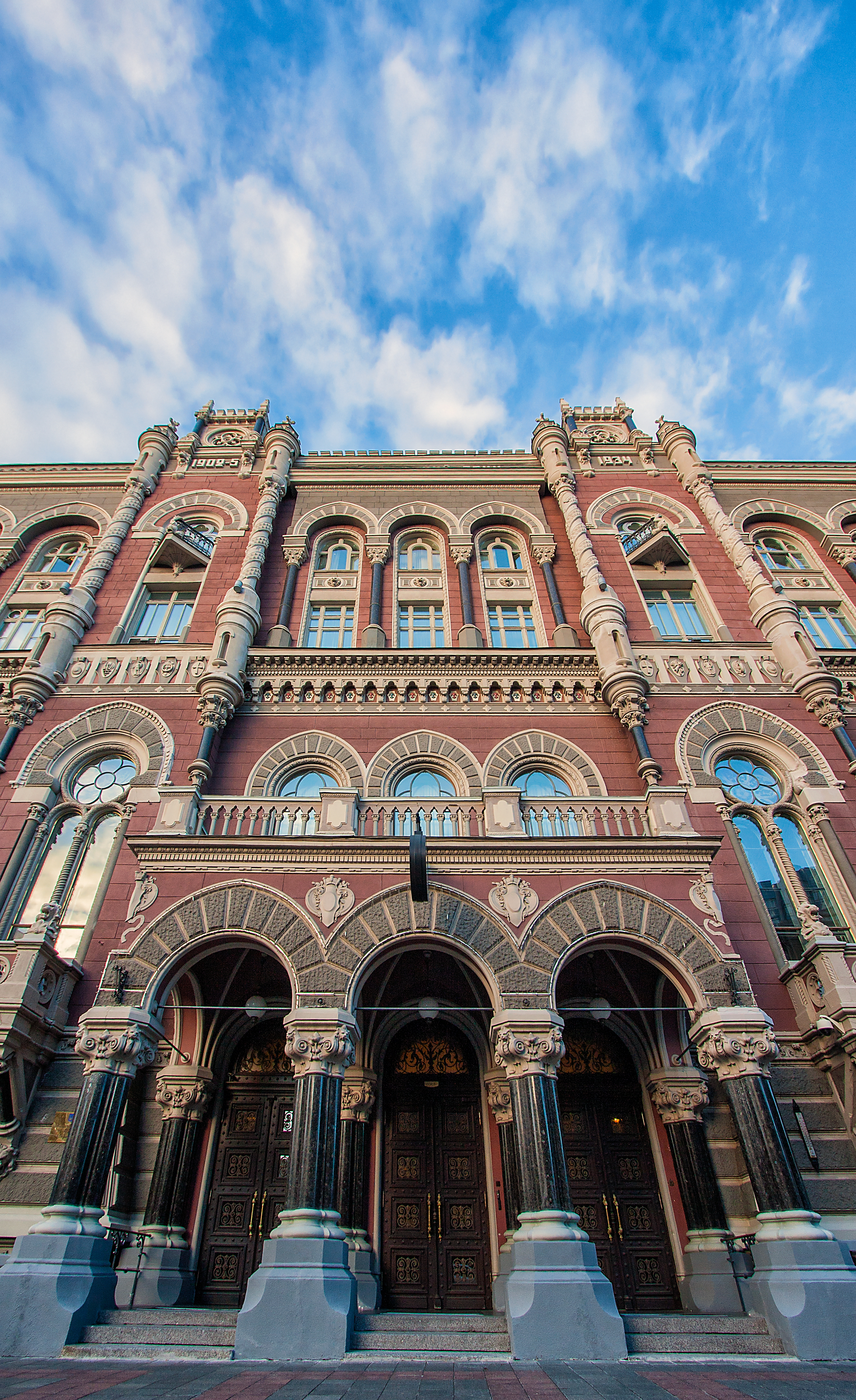
Національний банк України — установа-емітент українського карбованця

Відповідно до знецінення банкнот Постановами Кабінету Міністрів України та НБУ періодично здійснювалось заокруглення роздрібних цін і тарифів на товари, роботи і послуги, а також встановлювалося заокруглене ведення усіх розрахунків вартісних показників (нарахування податків, інших обов'язкових платежів, заробітної плати, пенсій, допомог тощо) у первинних облікових документах, та проводилось відповідне вилучення з обігу купонів:
- з 1 січня 1994 року — ціни і розрахунки округлюються до сум, кратних 10 карбованцям[20].
- з 1 червня 1994 року — ціни і розрахунки округлюються до сум, кратних 50 карбованцям[21].
- з 1 вересня 1994 року — ціни і розрахунки округлюються до сум, кратних 100 карбованцям[22].
- з 1 жовтня 1994 року — купони номіналом 1, 3, 5, 10, 25 і 50 карбованців є неплатіжними.
- з 1 лютого 1995 року — ціни і розрахунки округлюються до сум, кратних 500 карбованцям[23].
- з 15 березня 1995 року — купони номіналом 100 і 200 карбованців є неплатіжними.
- з 1 липня 1995 року — ціни і розрахунки округлюються до сум, кратних 1000 карбованцям[24].
- з 1 вересня 1995 року — купони номіналом 500 карбованців є неплатіжними.

#### Динаміка мінімальної заробітної платні
Із введенням в обіг купонокарбованця 10 січня 1992 року, розмір мінімальної заробітної платні встановили на відмітці 400 карбованців. Зі зростанням рівня інфляції, всередині 1992 року розмір мінімальної зарплатні зріс до рівня 900 карбованців, наприкінці того ж року ця сума збільшилася до 2600 карбованців. 1993 рік розпочався зі збільшення мінімальної зарплати до 4600 карбованців, оскільки на період поточного року інфляція сягнула своїх рекордних показників то розмір мінімальної заробітної платні сягнув 20 000 карбованців станом на кінець року. 1994 року ця цифра збільшилася до позначки 60 000 карбованців. Останніми змінами за період обігу купонокарбованців стала постанова Верховної Ради від 20 лютого 1996 року, що підняла рівень мінімальної зарплати до 1,5 млн карбованців. Ця постанова діяла в період з 1 березня до 1 вересня 1996 року і з початком введення в обіг гривні трансформувалася в 15 гривень.

#### Стабілізація економіки та обмін на гривню
Купонокарбованці проіснували в готівковому обігу України до вересня 1996 року, коли розпочалася грошова реформа з переходом на нову валюту — гривню. Хоча спочатку планувалося використання купонокарбованців лише на 4—6 місяців, вони зіграли важливу державну роль у становленні національної грошової системи, а з нею і державного суверенітету України. Купонокарбованець прийняв на себе всі негативні явища періоду гіперінфляції — різке падіння життєвого рівня населення і його купівельної спроможності, нестабільність його курсу до іноземних валют, недостатній рівень конвертованості. Але поступово купонокарбованець набув усіх ознак звичайної грошової одиниці, поширившись на весь український ринок. На його основі шляхом проведення економічних перетворень було приборкано інфляцію, забезпечено макроекономічну стабілізацію і створено необхідні передумови для запровадження постійної повноцінної національної валюти України — гривні.
Грошова реформа проходила з 2 вересня 1996 року по 16 вересня 1996 року. Банкноти обмінювалися у співвідношенні 1 гривня за 100 000 купонокарбованців. Починаючи з 24 годин 16 вересня 1996 року, функціонування карбованця в готівковому обігу було припинено. З цього моменту єдиним законним засобом платежу на території України є гривня. До 19 вересня 1996 року банківською системою було вилучено 327,9 трлн карбованців у резервні фонди Нацбанку в погашення емісії. Всього ж за часів реформи Нацбанк ввів у готівковий обіг 3 132, 5 млн грн.

### Курс
У серпні 1992 року в Україні було створено Валютну біржу Нацбанку, чим було започатковано валютний ринок у країні. До листопада 1992 року Нацбанк встановлював обмінні курси грошової одиниці України відносно долара США, а з 19 листопада 1992 року також до валют країн рублевої зони.
Розуміючи необхідність створення умов для підтримання курсу національної грошової одиниці, наприкінці 1992 року НБУ розпочав роботу щодо створення валютних резервів України, структура яких була затверджена його Правлінням, у таких пропорціях: долари США — 40 %, німецькі марки — 20 %, екю — 20 %, інші валюти — 15 %, золото — 5 %. Значні надії у створенні валютного резерву покладалися на підтримку міжнародних фінансових організацій, проте значної фінансової допомоги з їхнього боку у той час не було надано. Ситуація залишалася незмінною до березня 1993 року, коли набуло чинності нове валютне законодавство, яке дещо лібералізувало валютний ринок.

100 купонів 1991 року під ультрафіолетовими променями

Надалі НБУ визначав офіційний курс карбованця до долара США, німецької марки, російського рубля та білоруського рубля на підставі результатів торгів на Українській міжбанківській валютній біржі. Курс карбованця до інших іноземних валют визнався через крос-курси Франкфуртської валютної біржі, Московської міжбанківської валютної біржі та через крос-курси, що публікувала газета «Financial Times».
| Середній курс грошової одиниці України до іноземних валют (карбованці: 1992—1995 роки; гривні: з 1996 року) | Середній курс грошової одиниці України до іноземних валют (карбованці: 1992—1995 роки; гривні: з 1996 року) | Середній курс грошової одиниці України до іноземних валют (карбованці: 1992—1995 роки; гривні: з 1996 року) | Середній курс грошової одиниці України до іноземних валют (карбованці: 1992—1995 роки; гривні: з 1996 року) | Середній курс грошової одиниці України до іноземних валют (карбованці: 1992—1995 роки; гривні: з 1996 року) | Середній курс грошової одиниці України до іноземних валют (карбованці: 1992—1995 роки; гривні: з 1996 року) | Середній курс грошової одиниці України до іноземних валют (карбованці: 1992—1995 роки; гривні: з 1996 року) | Середній курс грошової одиниці України до іноземних валют (карбованці: 1992—1995 роки; гривні: з 1996 року) | Середній курс грошової одиниці України до іноземних валют (карбованці: 1992—1995 роки; гривні: з 1996 року) |
| | 1992 | 1993 | 1994 | 1995 | 1996 | 1997 | 1998 | 1999 |
| --- | --- | --- | --- | --- | --- | --- | --- | --- |
| 1 долар США                                                                                                 | 208 | 4539 | 31 700 | 147 307 | 1,8295 | 1,8617 | 2,4495 | 4,1304 |
| 1 німецька марка                                                                                            | 135 | 2731 | 20 250 | 102 886 | 1,2164 | 1,0761 | 1,4069 | 2,2463 |
| 1 фунт стерлінгів                                                                                           | 346 | 6834 | 49 356 | 232 150 | 2,8564 | 3,0508 | 4,0689 | 6,6845 |
| 10 російських рублів                                                                                        | — | 45,6 | 125,7 | 324,4 | 3,58 | 3,22 | 2,87 | 1,67 |

#### Режим валютного курсу
На початку запровадження карбованця, встановлення режиму валютного курсу покладено на Кабінет Міністрів України та НБУ. У цей період становлення валютної системи України був прийнятий плаваючий режим, який в умовах несформованості фінансової системи, основних регулюючих органів та правил функціонування структури дестабілізував ситуацію на валютному ринку та значно послабив позиції національної валюти (карбованця) на користь долара США. Ці фактори вплинули на подальше рішення уряду щодо зміни 1993 року режиму на фіксований. Дане перетворення також не було ефективним та погіршило і так складний стан економіки країни: знизилася частка експорту в іноземній валюті, тим самим скоротивши надходження в іноземній валюті, збільшився зовнішній борг країни та негативне сальдо платіжного балансу, зросли обсяги спекулятивних операцій, пов'язаних з різницею фіксованого та реального валютних курсів, погіршилися макроекономічні показники.
Подальша трансформація режиму валютного курсу була спрямована на ринкові фактори формування валютного курсу. Так, уже у 1994-му був введений плаваючий валютний курс, який формувався відносно попиту та пропозиції на Українській міжбанківській валютній біржі. Дані заходи позитивно вплинули на валютну сферу в цілому в період 1994—1996 років, що дозволило зняти певні обмеження на неторгові валютні операції фізичних осіб, а також збільшити можливості банків-нерезидентів щодо операцій на внутрішньому валютному ринку.

### Конвертованість
З розвитком міждержавних взаємовідносин та поглибленням інтернаціоналізації господарського життя Україна відчула потребу в стабільній та конвертованій валюті. Перші кроки на шляху до створення конвертованої валюти були зроблені ще в листопаді 1992 року, коли було ухвалене рішення про відхід від «рублевої зони» та утвердження українського карбованця як єдиного засобу платежу на території України з 18 лютого 1994 року. Але враховуючи значний економічний спад економіки України та катастрофічний обвал валютного курсу можливість досягнення конвертованості українським карбованцем було втрачено. Також подальші обмеження на здійснення валютних операцій, переміщення валютних цінностей та діяльність учасників валютного ринку (здебільшого нерезидентів) тільки поглибили недовіру до національної валюти.

### Банкноти
Купони від 1 до 100 карбованців зразка 1991 року (першого випуску) друкувалися в Іспанії. Через те що спочатку купонокарбованці розглядалися як тимчасова грошова одиниця — купюри першого випуску друкувалися на папері низької якості, який швидко протирався та рвався на згинах. Банкноти більших номіналів від 100 до 5 000 карбованців друкувалися у Франції (фірма «Imprimerie Speciale de Banque») та Великій Британії (фірма «Thomas De La Rue Company Limited»). Купони номіналом від 10 000 до 100 000 карбованців друкувалися в Канаді. Лише у березні 1994 року у Києві було засновано Банкнотну фабрику, а в жовтні того самого року на її базі створено Банкнотно-монетний двір НБУ, надалі карбованці друкувалися на цьому підприємстві. 
Купони зразка 1991 року не мали нумерації, тоді як всі номінали 1992—1996 років її мали. Номери купонів 1992—1993 років складалися з дробу (це був номер заміщення купюри) і звичайного номера, а літерної серії там не було взагалі. Випуски 1994—1996 років мали вже літерно-цифрову нумерацію. Поряд з водяними знаками, при друці купонів, як елемент захисту від підробки, використовувалися флуоресцентні фарби, які світилися зеленим кольором під ультрафіолетовими променями. Також всі номінали від 10 000 до 1 000 000 карбованців містили додатковий елемент захисту — вживлену у папір темну стрічку з мікродруком слова «Україна», що повторювалося. Проте, купони все одно мали низький ступінь захисту й легко підроблялися. За даними НБУ, 1996 року було вилучено понад 20 тисяч штук підроблених банкнот на 14 мільярдів карбованців. Підробляли здебільшого 500-тисячні та мільйонні купюри.

#### Випуск 1991 року
| Купони зразка 1991 року | Купони зразка 1991 року | Купони зразка 1991 року | Купони зразка 1991 року | Купони зразка 1991 року                                                                                       | Купони зразка 1991 року | Купони зразка 1991 року | Купони зразка 1991 року | Купони зразка 1991 року | Купони зразка 1991 року |                     |                     |
| Зображення              | Зображення              | Номінал (крб.)          | Розмір (мм)             | Основні кольори                                                                                               | Опис                    | Опис                    | Водяний знак            | Введення                | Вилучення               |                     |                     |
| Лицьова сторона         | Зворотна сторона        | Номінал (крб.)          | Розмір (мм)             | Основні кольори                                                                                               | Лицьова сторона         | Зворотня сторона        | Водяний знак            | Введення                | Вилучення               |                     |                     |
| ----------------------- | ----------------------- | ----------------------- | ----------------------- | --- | ----------------------- | ----------------------- | ----------------------- | ----------------------- | ----------------------- | ------------------- | ------------------- |
|                         |                         | 1                       | 105 × 53                | Світло-коричневий                                                                                             | Фігура Либіді           | Софійський собор        | Шеврон                  | 10 січня 1992           | 1 жовтня 1994           |                     |                     |
|                         |                         | 3                       | 105 × 53                | Сіро-зелений                                                                                                  | Фігура Либіді           | Софійський собор        | Шеврон                  | 10 січня 1992           | 1 жовтня 1994           |                     |                     |
|                         |                         | 5                       | 105 × 53                | Синій | Фігура Либіді           | Софійський собор        | Шеврон                  | 10 січня 1992           | 1 жовтня 1994           |                     |                     |
|                         |                         | 10                      | 105 × 53                | Рожевий | Фігура Либіді           | Софійський собор        | Шеврон                  | 10 січня 1992           | 1 жовтня 1994           |                     |                     |
|                         |                         | 25                      | 105 × 53                | Фіолетовий | Фігура Либіді           | Софійський собор        | Шеврон                  | 10 січня 1992           | 1 жовтня 1994           |                     |                     |
|                         |                         | 50                      | 105 × 53                | Зелений | Фігура Либіді           | Софійський собор        | Шеврон                  | 10 січня 1992           | 1 жовтня 1994           |                     |                     |
|                         |                         | 100                     | 105 × 53                | Коричневий | Фігура Либіді           | Софійський собор        | Шеврон                  | 10 січня 1992           | 15 березня 1995         |                     |                     |
|                         |                         | 250                     | 105 × 53                | 8 різновидів кольорів: червоний, помаранчевий, коричневий, оливковий, бірюзовий, блакитний, синій, фіолетовий | Фігура Либіді           | Софійський собор        | Шеврон                  | В обіг не потрапили     | В обіг не потрапили     | В обіг не потрапили | В обіг не потрапили |
|                         |                         | 500                     | 105 × 53                | 8 різновидів кольорів: червоний, помаранчевий, коричневий, оливковий, бірюзовий, блакитний, синій, фіолетовий | Фігура Либіді           | Софійський собор        | Шеврон                  | В обіг не потрапили     | В обіг не потрапили     | В обіг не потрапили | В обіг не потрапили |

#### Випуски 1992—1996 років
| Купони зразка 1992—1996 років | Купони зразка 1992—1996 років     | Купони зразка 1992—1996 років      | Купони зразка 1992—1996 років | Купони зразка 1992—1996 років | Купони зразка 1992—1996 років | Купони зразка 1992—1996 років                                               | Купони зразка 1992—1996 років                                                                         | Купони зразка 1992—1996 років | Купони зразка 1992—1996 років | Купони зразка 1992—1996 років |
| Рік                           | Зображення                        | Зображення                         | Номінал (крб.)                | Розмір (мм)                   | Основні кольори               | Опис                                                                        | Опис                                                                                                  | Водяний знак                  | Введення                      | Вилучення                     |
| Рік                           | Лицьова сторона                   | Зворотна сторона                   | Номінал (крб.)                | Розмір (мм)                   | Основні кольори               | Лицьова сторона                                                             | Зворотня сторона                                                                                      | Водяний знак                  | Введення                      | Вилучення                     |
| ----------------------------- | --------------------------------- | ---------------------------------- | ----------------------------- | ----------------------------- | ----------------------------- | --------------------------------------------------------------------------- | --- | ----------------------------- | ----------------------------- | ----------------------------- |
| 1992                          |                                   |                                    | 100                           | 105 × 53                      | Помаранчевий                  | Пам'ятник засновникам Києва — братам Кию, Щеку, Хориву, та їх сестрі Либіді | Софійський собор у Києві; коло на вільному від друку місці, навколо якого кільце темно-сірого кольору | Шеврон                        | 25 травня 1992                | 15 березня 1995               |
| 1992                          |                                   |                                    | 200                           | 105 × 53                      | Коричневий                    | Пам'ятник засновникам Києва — братам Кию, Щеку, Хориву, та їх сестрі Либіді | Софійський собор у Києві; коло на вільному від друку місці, навколо якого кільце темно-сірого кольору | Шеврон                        | 22 червня 1992                | 15 березня 1995               |
| 1992                          |                                   |                                    | 500                           | 105 × 53                      | Синьо-зелений                 | Пам'ятник засновникам Києва — братам Кию, Щеку, Хориву, та їх сестрі Либіді | Софійський собор у Києві; коло на вільному від друку місці, навколо якого кільце темно-сірого кольору | Шеврон                        | 22 червня 1992                | 1 вересня 1995                |
| 1992                          |                                   |                                    | 1000                          | 105 × 53                      | Фіолетовий                    | Пам'ятник засновникам Києва — братам Кию, Щеку, Хориву, та їх сестрі Либіді | Софійський собор у Києві; коло на вільному від друку місці, навколо якого кільце темно-сірого кольору | Шеврон                        | 22 червня 1992                | 17 вересня 1996               |
| 1993                          |                                   |                                    | 2000                          | 105 × 53                      | Синій                         | Пам'ятник засновникам Києва — братам Кию, Щеку, Хориву, та їх сестрі Либіді | Софійський собор у Києві, герб України                                                                | Шеврон                        | 5 березня 1993                | 17 вересня 1996               |
| 1993                          |                                   |                                    | 5000                          | 105 × 53                      | Червоний                      | Пам'ятник засновникам Києва — братам Кию, Щеку, Хориву, та їх сестрі Либіді | Софійський собор у Києві, герб України                                                                | Шеврон                        | 5 березня 1993                | 17 вересня 1996               |
| 1995                          |                                   |                                    | 5000                          | 105 × 53                      | Червоний                      | Пам'ятник засновникам Києва — братам Кию, Щеку, Хориву, та їх сестрі Либіді | Софійський собор у Києві, герб України                                                                | Шеврон                        | 12 лютого 1995                | 17 вересня 1996               |
| 1993                          |                                   |                                    | 10 000                        | 126 × 57                      | Світло-зелений блакитний      | Верхня частина пам'ятника Володимиру Великому в Києві, герб України         | Фасад будівлі Національного банка України, герб України                                               | Емблема НБУ                   | 17 листопада 1993             | 17 вересня 1996               |
| 1995                          |                                   |                                    | 10 000                        | 126 × 57                      | Світло-зелений блакитний      | Верхня частина пам'ятника Володимиру Великому в Києві, герб України         | Фасад будівлі Національного банка України, герб України                                               | Емблема НБУ                   | 6 лютого 1995                 | 17 вересня 1996               |
| 1996                          |                                   |                                    | 10 000                        | 126 × 57                      | Світло-зелений блакитний      | Верхня частина пам'ятника Володимиру Великому в Києві, герб України         | Фасад будівлі Національного банка України, герб України                                               | Емблема НБУ                   | 29 січня 1996                 | 17 вересня 1996               |
| 1993                          |                                   |                                    | 20 000                        | 126 × 57                      | Фіолетовий                    | Верхня частина пам'ятника Володимиру Великому в Києві, герб України         | Фасад будівлі Національного банка України, герб України                                               | Емблема НБУ                   | 17 листопада 1993             | 17 вересня 1996               |
| 1994                          |                                   |                                    | 20 000                        | 126 × 57                      | Фіолетовий                    | Верхня частина пам'ятника Володимиру Великому в Києві, герб України         | Фасад будівлі Національного банка України, герб України                                               | Емблема НБУ                   | 7 жовтня 1994                 | 17 вересня 1996               |
| 1995                          |                                   |                                    | 20 000                        | 126 × 57                      | Фіолетовий                    | Верхня частина пам'ятника Володимиру Великому в Києві, герб України         | Фасад будівлі Національного банка України, герб України                                               | Емблема НБУ                   | 6 лютого 1995                 | 17 вересня 1996               |
| 1996                          |                                   |                                    | 20 000                        | 126 × 57                      | Фіолетовий                    | Верхня частина пам'ятника Володимиру Великому в Києві, герб України         | Фасад будівлі Національного банка України, герб України                                               | Емблема НБУ                   | 29 січня 1996                 | 17 вересня 1996               |
| 1993                          |                                   |                                    | 50 000                        | 126 × 57                      | Світло-коричневий             | Верхня частина пам'ятника Володимиру Великому в Києві, герб України         | Фасад будівлі Національного банка України, герб України                                               | Емблема НБУ                   | 17 листопада 1993             | 17 вересня 1996               |
| 1994                          |                                   |                                    | 50 000                        | 126 × 57                      | Світло-коричневий             | Верхня частина пам'ятника Володимиру Великому в Києві, герб України         | Фасад будівлі Національного банка України, герб України                                               | Емблема НБУ                   | 7 жовтня 1994                 | 17 вересня 1996               |
| 1995                          | 50000 карбованців 1995 року аверс | 50000 карбованців 1995 року реверс | 50 000                        | 126 × 57                      | Світло-коричневий             | Верхня частина пам'ятника Володимиру Великому в Києві, герб України         | Фасад будівлі Національного банка України, герб України                                               | Емблема НБУ                   | 6 лютого 1995                 | 17 вересня 1996               |
| 1993                          |                                   |                                    | 100 000                       | 126 × 57                      | Сіро-зелений                  | Верхня частина пам'ятника Володимиру Великому в Києві, герб України         | Фасад будівлі Національного банка України, герб України                                               | Емблема НБУ                   | 17 листопада 1993             | 17 вересня 1996               |
| 1994                          |                                   |                                    | 100 000                       | 126 × 57                      | Сіро-зелений                  | Верхня частина пам'ятника Володимиру Великому в Києві, герб України         | Фасад будівлі Національного банка України, герб України                                               | Емблема НБУ                   | 7 жовтня 1994                 | 17 вересня 1996               |
| 1994                          |                                   |                                    | 200 000                       | 126 × 57                      | Жовтий коричневий бірюзовий   | Верхня частина пам'ятника Володимиру Великому в Києві, герб України         | Будівля Національної опери України ім. Т. Шевченка, герб України                                      | Тризуб                        | 16 травня 1994                | 17 вересня 1996               |
| 1994                          |                                   |                                    | 200 000                       | 126 × 57                      | Жовтий коричневий бірюзовий   | Верхня частина пам'ятника Володимиру Великому в Києві, герб України         | Будівля Національної опери України ім. Т. Шевченка, герб України                                      | Тризуб                        | 16 травня 1994                | 17 вересня 1996               |
| 1994                          |                                   |                                    | 500 000                       | 126 × 57                      | Блакитний фіолетовий жовтий   | Верхня частина пам'ятника Володимиру Великому в Києві, герб України         | Будівля Національної опери України ім. Т. Шевченка, герб України                                      | Тризуб                        | 9 грудня 1994                 | 17 вересня 1996               |
| 1995                          |                                   |                                    | 1 000 000                     | 126 × 57                      | Коричневий блакитний          | Верхня частина пам'ятника Тарасові Шевченку в Києві, герб України           | Будівля Київського національного університету ім. Тараса Шевченка, герб України                       | Тризуб                        | 12 травня 1995                | 17 вересня 1996               |

### Пам'ятні та ювілейні монети
Між 1995—1996 роками НБУ випускав у якості пруф пам'ятні та ювійлейні монети номіналом: 200 000 карбованців (12 видів, з мельхіору); 1 000 000 карбованців (4 вида, зі срібла); 2 000 000 карбованців (5 видів, зі срібла). Монети присвячувалися подіям історичного минулого і сучасного життя на різні теми: історія, релігія, спорт, культура тощо.
| Пам'ятні та ювілейні монети 1995—1996 років | Пам'ятні та ювілейні монети 1995—1996 років | Пам'ятні та ювілейні монети 1995—1996 років | Пам'ятні та ювілейні монети 1995—1996 років | Пам'ятні та ювілейні монети 1995—1996 років | Пам'ятні та ювілейні монети 1995—1996 років | Пам'ятні та ювілейні монети 1995—1996 років | Пам'ятні та ювілейні монети 1995—1996 років | Пам'ятні та ювілейні монети 1995—1996 років | Пам'ятні та ювілейні монети 1995—1996 років                                          | Пам'ятні та ювілейні монети 1995—1996 років | Пам'ятні та ювілейні монети 1995—1996 років |
| Назва                                       | Номінал (крб.)                              | Тираж                                       | Параметри                                   | Параметри                                   | Параметри                                   | Параметри                                   | Гурт                                        | Опис                                        | Опис                                                                                 | Зображення                                  | Зображення                                  |
| Назва                                       | Номінал (крб.)                              | Тираж                                       | Діаметр (мм)                                | Вага (г)                                    | Метал                                       | Введення                                    | Гурт                                        | Аверс                                       | Реверс                                                                               | Аверс                                       | Реверс                                      |
| ------------------------------------------- | ------------------------------------------- | ------------------------------------------- | ------------------------------------------- | ------------------------------------------- | ------------------------------------------- | ------------------------------------------- | ------------------------------------------- | ------------------------------------------- | ------------------------------------------------------------------------------------ | ------------------------------------------- | ------------------------------------------- |
| 50 років перемоги                           | 200 000                                     | 250 000                                     | 33,0                                        | 14,35                                       | Мельхіор                                    | 07.05.95                                    | Рифлений                                    | Герб України, номінал, рослинний орнамент   | Собор Святої Софії Київської, пам'ятник Богдану Хмельницькому, постать молодої жінки |                                             |                                             |
| Богдан Хмельницький                         | 200 000                                     | 250 000                                     | 33,0                                        | 14,35                                       | Мельхіор                                    | 19.07.95                                    | Рифлений                                    | Герб України, номінал, рослинний орнамент   | Пам'ятник Богдану Хмельницькому                                                      |                                             |                                             |
| Місто-герой Київ                            | 200 000                                     | 100 000                                     | 33,0                                        | 14,35                                       | Мельхіор                                    | 23.08.95                                    | Рифлений                                    | Герб України, номінал, рослинний орнамент   | Місто Київ                                                                           |                                             |                                             |
| Місто-герой Одеса                           | 200 000                                     | 75 000                                      | 33,0                                        | 14,35                                       | Мельхіор                                    | 23.08.95                                    | Рифлений                                    | Герб України, номінал, рослинний орнамент   | Місто Одеса                                                                          |                                             |                                             |
| Місто-герой Севастополь                     | 200 000                                     | 75 000                                      | 33,0                                        | 14,35                                       | Мельхіор                                    | 23.08.95                                    | Рифлений                                    | Герб України, номінал, рослинний орнамент   | Місто Севастополь                                                                    |                                             |                                             |
| Місто-герой Керч                            | 200 000                                     | 50 000                                      | 33,0                                        | 14,35                                       | Мельхіор                                    | 23.08.95                                    | Рифлений                                    | Герб України, номінал, рослинний орнамент   | Місто Керч                                                                           |                                             |                                             |
| Леся Українка                               | 200 000                                     | 100 000                                     | 33,0                                        | 14,35                                       | Мельхіор                                    | 01.03.96                                    | Рифлений                                    | Герб України, номінал, рослинний орнамент   | Леся Українка                                                                        |                                             |                                             |
| 50 років Організації Об'єднаних Націй       | 200 000                                     | 100 000                                     | 33,0                                        | 14,35                                       | Мельхіор                                    | 07.03.96                                    | Рифлений                                    | Герб України, номінал, рослинний орнамент   | Емблема ООН                                                                          |                                             |                                             |
| 10 років Чорнобильської катастрофи          | 200 000                                     | 250 000                                     | 33,0                                        | 14,35                                       | Мельхіор                                    | 25.04.96                                    | Рифлений                                    | Герб України, номінал, рослинний орнамент   | Дзвін, птахи у небі                                                                  |                                             |                                             |
| 100 років Олімпійських ігор сучасності      | 200 000                                     | 100 000                                     | 33,0                                        | 14,35                                       | Мельхіор                                    | 10.07.96                                    | Рифлений                                    | Герб України, номінал, рослинний орнамент   | Символіка Олімпійських ігор, візерунки                                               |                                             |                                             |
| Перша участь у літніх Олімпійських іграх    | 200 000                                     | 100 000                                     | 33,0                                        | 14,35                                       | Мельхіор                                    | 10.07.96                                    | Рифлений                                    | Герб України, номінал, рослинний орнамент   | Символіка Олімпіади 1996 року                                                        |                                             |                                             |
| Михайло Грушевський                         | 200 000                                     | 75 000                                      | 33,0                                        | 14,35                                       | Мельхіор                                    | 09.08.96                                    | Рифлений                                    | Герб України, номінал, рослинний орнамент   | Михайло Грушевський, будівля Верховної Ради                                          |                                             |                                             |
| 50 років Організації Об'єднаних Націй       | 2 000 000                                   | 10 000                                      | 38,6                                        | 31,1                                        | Срібло (925 проба)                          | 07.03.96                                    | Рифлений                                    | Герб України, номінал, рослинний орнамент   | Емблема ООН                                                                          |                                             |                                             |
| Леся Українка                               | 1 000 000                                   | 10 000                                      | 33,0                                        | 15,55                                       | Срібло (925 проба)                          | 10.04.96                                    | Рифлений                                    | Герб України, номінал, рослинний орнамент   | Леся Українка                                                                        |                                             |                                             |
| 10 років Чорнобильської катастрофи          | 2 000 000                                   | 10 000                                      | 38,6                                        | 31,1                                        | Срібло (925 проба)                          | 25.04.96                                    | Рифлений                                    | Герб України, номінал, рослинний орнамент   | Дзвін, птахи у небі                                                                  |                                             |                                             |
| Богдан Хмельницький                         | 1 000 000                                   | 10 000                                      | 33,0                                        | 15,55                                       | Срібло (925 проба)                          | 21.06.96                                    | Рифлений                                    | Герб України, номінал, рослинний орнамент   | Пам'ятник Богдану Хмельницькому                                                      |                                             |                                             |
| Григорій Сковорода                          | 1 000 000                                   | 10 000                                      | 33,0                                        | 15,55                                       | Срібло (925 проба)                          | 21.06.96                                    | Рифлений                                    | Герб України, номінал, рослинний орнамент   | Григорій Сковорода                                                                   |                                             |                                             |
| 100-річчя Олімпійських ігор сучасності      | 2 000 000                                   | 10 000                                      | 38,6                                        | 31,1                                        | Срібло (925 проба)                          | 10.07.96                                    | Рифлений                                    | Герб України, номінал, рослинний орнамент   | Символіка Олімпійських ігор, візерунки                                               |                                             |                                             |
| Перша участь у літніх Олімпійських іграх    | 2 000 000                                   | 10 000                                      | 38,6                                        | 31,1                                        | Срібло (925 проба)                          | 10.07.96                                    | Рифлений                                    | Герб України, номінал, рослинний орнамент   | Символіка Олімпіади 1996 року                                                        |                                             |                                             |
| Незалежність                                | 2 000 000                                   | 10 000                                      | 38,6                                        | 31,1                                        | Срібло (925 проба)                          | 01.08.96                                    | Рифлений                                    | Герб України, номінал, рослинний орнамент   | Постать молодої жінки, карта України                                                 |                                             |                                             |
| Михайло Грушевський                         | 1 000 000                                   | 10 000                                      | 33,0                                        | 15,55                                       | Срібло (925 проба)                          | 09.08.96                                    | Рифлений                                    | Герб України, номінал, рослинний орнамент   | Михайло Грушевський, будівля Верховної Ради                                          |                                             |                                             |